# Forsthaus (Hundisburg)

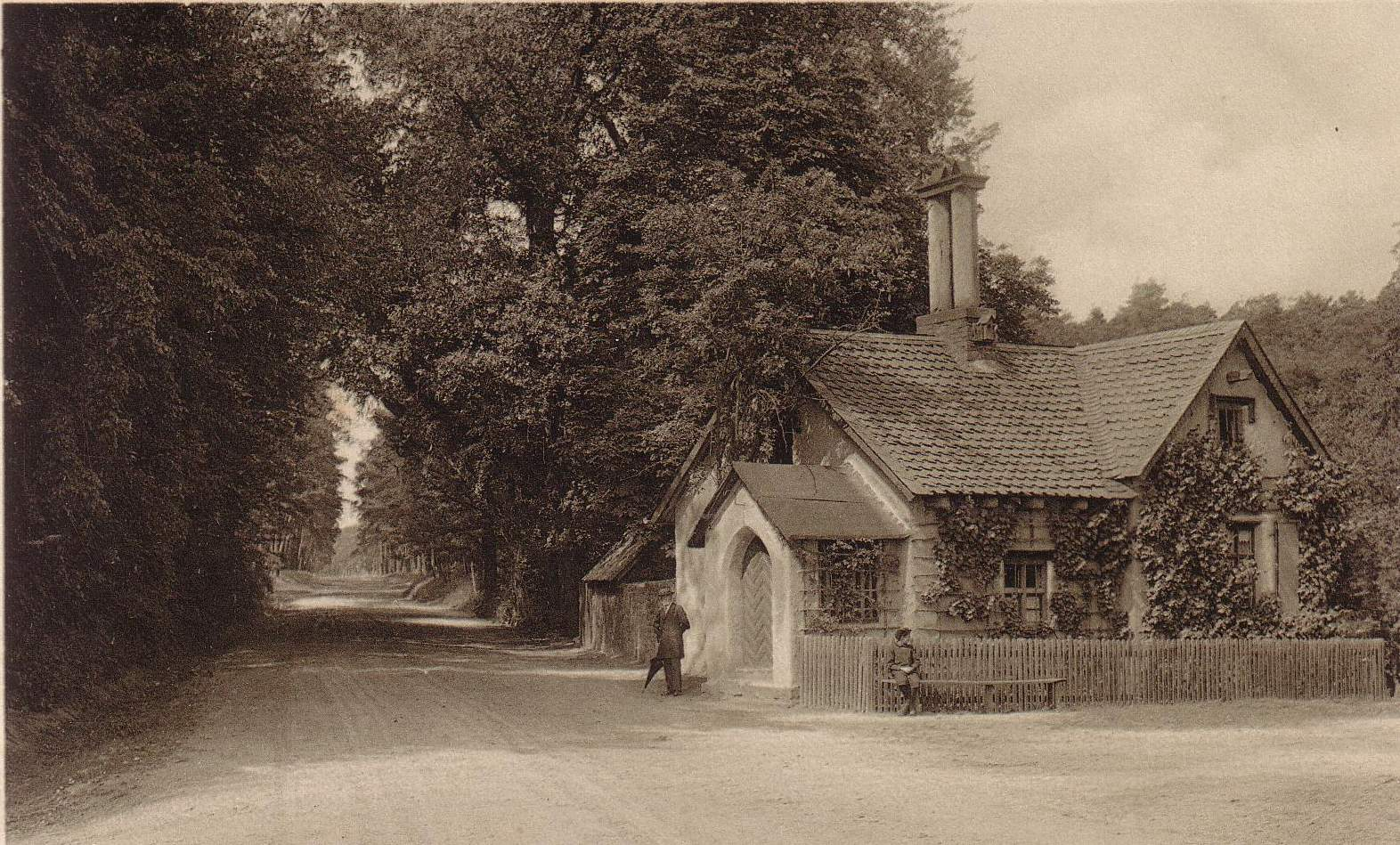
Fotografie etwa um 1910 – noch mit dem ursprünglichen Schornstein

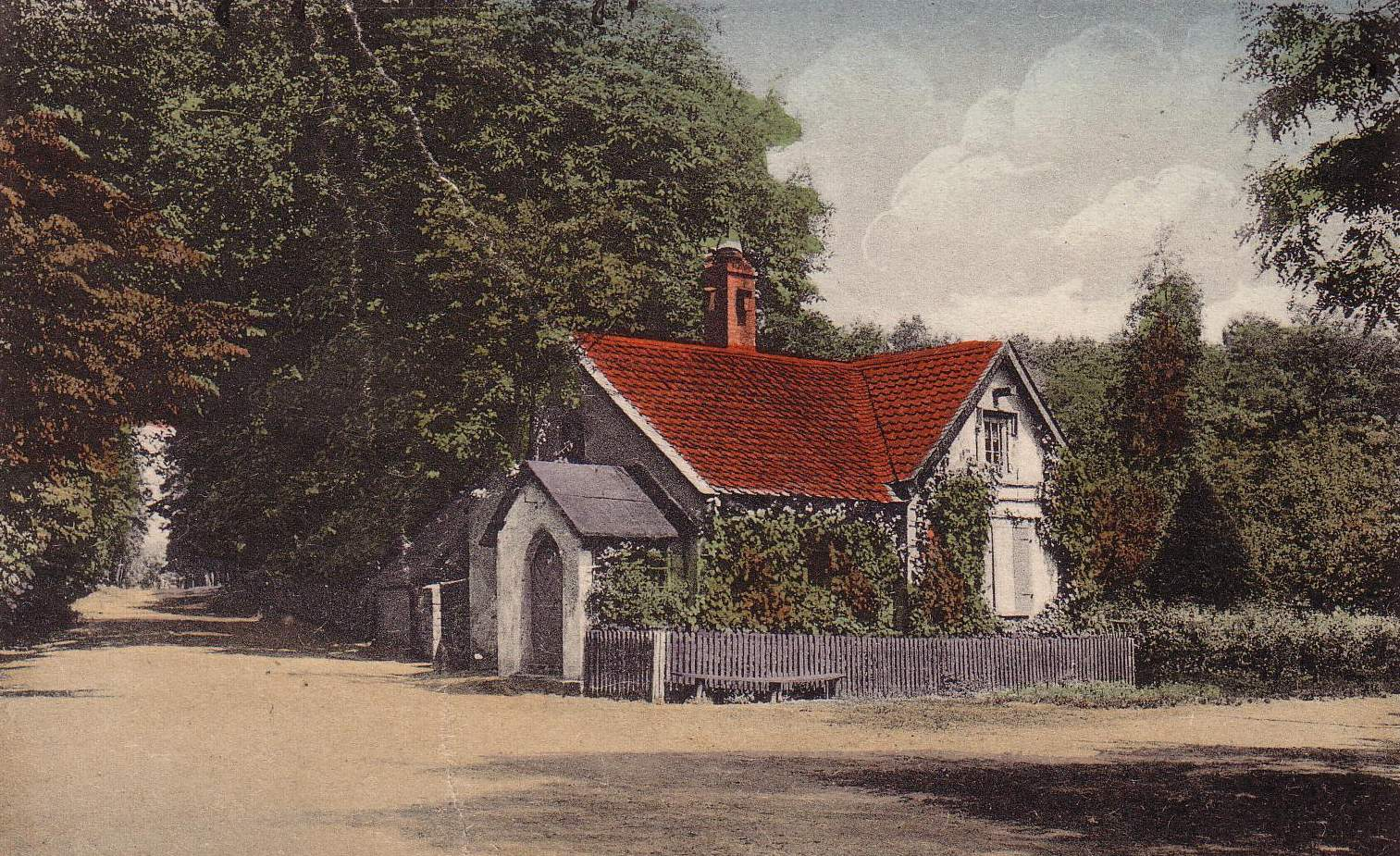
Kolorierte Postkarte aus der Zwischenkriegszeit – mit geändertem Schornstein

Das Forsthaus ist ein denkmalgeschütztes ehemaliges Forsthaus im Ortsteil Hundisburg der Stadt Haldensleben in Sachsen-Anhalt. Im örtlichen Denkmalverzeichnis ist das Gebäude unter der Erfassungsnummer 107 05001 als Baudenkmal eingetragen.

## Lage
Das Forsthaus liegt an der Kreuzung des Weges von Althaldensleben nach Dönstedt (heute Bebertal II) und dem Hundisburger Waldweg (Hundisburg – Neuhaldensleben).

## Geschichte
Nachdem Hermann von Nathusius den vormaligen Gutswald des Gutsbesitzes von Schloss Hundisburg, den Gräwig, abholzen gelassen hatte, entschied er sich, die Unterkunft des Gutsförsters näher an den verbliebenen Wald im Nordwesten des Schlosses zu verlegen. Bis dahin wohnte die Försterfamilie, gemeinsam mit der Familie des Gutsschmiedes, in einem Haus in der Magdeburger Straße 18/19. Deshalb wurde um 1845 das als Försterhaus oder Försterhäuschen bezeichnete freistehende Gebäude errichtet. 1980 erfolgte eine Instandsetzung.

## Architektur
Das Gebäude ist im englischen Landhausstil gestaltet und besteht aus zwei ineinander verschränkten Baukörpern mit Satteldächern; ein ursprünglich vorhandenes, kunstvoll gestaltetes, hohes Schornsteinpaar ist nicht erhalten. Zur Straße wurde ein kleines Portal vorgebaut. Die Eingangstür sowie die Fensterbekrönungen sind spitzbogig gestaltet. Das Haus war als Blickpunkt Teil des von Johann Gottlob Nathusius geplanten Landschaftsparks Althaldensleben-Hundisburg. Durch die zwischenzeitlich erfolgte Aufforstung der „trockenen Wiese“ (Bereich des Landschaftsparks) ist diese Funktion des Forsthauses heute nicht mehr gegeben.